# ガンマミィ
ガンマミィは、BlendAIが公開した架空のキャラクターである。プロデュースは小宮自由が行い、キャラクターデザインはあるふぁ@が手掛けている。声優は清水詩音。命名者は木苗レム。

## 概要
BlendAIは、ギリシャ文字の24文字をモチーフにしたキャラクターシリーズ「アルファパラダイスプロジェクト」を展開しており、ガンマミィはその第2弾として2024年9月16日に公開された。「ガンマミィ」という名前は、クラウドファンディングの支援者によってつけられた。
デルタもんと同じく、二次創作はAIを使ったもののみ可能となっており、作品の制作過程で一部でもAIが使われていれば、幅広く利用することができる。デルタもん同様元となるイラストはAIによるものではなく紙の上で手描きしてスキャンしたものであり、証明のためのNFTも発行されている。
ガンマミィ3DCGモデル及びボイスの制作資金を調達するため、2024年9月21日よりCAMPFIREでのクラウドファンディングの事前登録が開始された。

## 設定
年齢：9歳
身長：138cm
誕生日：2205年2月5日（火曜日）
好きな食べ物：ガリ
好きなもの：デルタお姉様
苦手なもの：算数（計算をきかれるとサーバーに負荷がかかってるデス！と言って逃げる）
口調：語尾に「デス」をつける
一人称：ミィ
特殊能力：マーズフィスト（アンドロイド火星空手）
趣味：コスプレ（アンドロイド化）
特技・能力：火星拳・マーズフィスト
性格：人類を滅ぼしたい
備考：自分をアンドロイドに改造したと思いこんでいる生身の人間